# František Hais
František Hais (7. července 1818 – 4. července 1899 v Praze) byl flašinetář, pouliční zpěvák, skladatel kramářských písní.

## Život
František Hais popsal svůj život v pamětech, které napsal na sklonku života v chudobinci sv. Bartoloměje pod Emauzy. Je v nich autenticky popsán život v 19. století v rozpětí tří generací z perspektivy člověka, který každodenní situace vyprávěl ve svých písních za doprovodu flašinetu. Dalo by se říci, že to byl tehdejší bulvár.
K dobově nejznámějším Haisovým textům patří vlastenecká píseň „Spi, Havlíčku“ a sentimentální balada „Na hranicích města německého“ (pravděpodobně úprava německé písně „Heinrich schlief bei seiner Neuvermählten“).

## Dílo
- František HAIS: Vzpomínky pražského písničkáře, Odeon 1985[4]